# Gísli Magnússon (sysselman)
Gísli Magnússon, kallad Vísi-Gísli (Gísli den vise),  född 1621, död 4 juni 1696, var en isländsk sysselman.
Gísli blev student 1639 och studerade i Köpenhamn under Ole Worm, därefter i Leiden filosofi och naturhistoria och återvände 1646 till Island. Den följande sommaren började han att undersöka Island och insamla naturalier, av vilka en del sändes till Ole Worm. Gisli, som troligen hade mer allsidig utbildning än någon av hans samtida på Island, anlade även en trädgård och gjorde försök med odling av främmande växter. År 1647 skrev han en avhandling på latin om tillståndet på Island och om landets uppkomst. Han betonade de i flera hänseenden otillfredsställande förhållandena och framförde flera förslag, till exempel att stifta en fond för hela landet och att inrätta en skola på Þingvellir. Denna avhandling, som var den första i sitt slag, ingav han till kungen. Han fick tillåtelse till att söka efter svavel och exportera detta. Han anställde även undersökningar angående mineral. Han bodde längst på Hlíðarendi í Fljótshlíð, dit han flyttade 1653, och drev sin trädgård och odlade korn. Från 1659 var han sysselman i Rangárvallasýsla. 